# Kevin Boyle
Kevin Boyle (Manalapan, 30 maggio 1992) è un ex hockeista su ghiaccio statunitense, di ruolo portiere.

## Carriera
Boyle, dopo la carriera universitaria, divisa tra University of Massachusetts Amherst e University of Massachusetts Lowell, giocò per cinque stagioni in American Hockey League, le prime quattro coi San Diego Gulls (farm team degli Anaheim Ducks), l'ultima coi Grand Rapids Griffins (farm team dei Detroit Red Wings).
Durante gli anni a San Diego ebbe anche modo di esordire in NHL con gli Anaheim Ducks.
Nell'agosto 2021 approdò per la prima volta in Europa, sostituendo Leland Irving a difesa della gabbia dell'Hockey Club Bolzano, in ICE Hockey League. Gli altoatesini lo sostituirono con Andreas Bernard nell'ultimo giorno di mercato, il 23 febbraio successivo, a causa delle prestazioni molto al di sotto delle aspettative.
Rimasto senza squadra, nell'agosto successivo annunciò il ritiro.